# Ploiești
Ploiești (fonetikusan [ploˈjeʃtʲ]) nagyváros Romániában, Munténia történelmi régióban, Prahova megye székhelye.

## Fekvése
Bukaresttől 56 km-re északra, Târgoviștétől 44 km-re keletre, Brassótól pedig 85 km-re délkeletre található fontos közlekedési csomópont, amely összeköti a fővárost Erdély és Moldva régiójával.

## Története
A legenda szerint „Esőapó” (Moș Ploaie) juhász és hét fia hajdanában megpihent az itt elterülő erdő egyik tisztásán. Mivel védett helyet, jó vizet, termékeny földet talált, nem ment tovább, hanem megalapította a települést, amely a nevét viseli.
A régészeti kutatások a város nyugati felén kőkorszaki, az északi részen pedig újkőkorszaki település nyomait találták. Tártak fel ezenkívül bronzkori, illetve újabb leleteket a Kr. e. 8–9. századból, egészen a római kor kezdetéig.
A város alapítására és az első lakókra vonatkozóan kevés írásos emlék áll rendelkezésre. Nicolae Bălcescu szerint Öreg Mircse fejedelem idején létezett egy „Ploiești-i kapitányság”, 1413 körül. A dokumentáltság szempontjából az összes történelmi forrás megáll az 1503-as évnél, amikor a brassói okmányokban megjelenik néhány ploiești-i szekeres neve: Drăgoi, Tudor, Neagu és mások. A ploiești-iek jelenléte az erdélyi városok piacán azt jelzi, hogy a városban olyan gazdasági élet létezett, amely alkalmas volt kereskedelmi kapcsolatok létesítésére a hegyeken túli központokkal. A város neve megjelenik egy 1567-es havasalföldi okmányon is, amit I. „Ifjabb” Péter írt alá, amelyben megerősíti egy szőlőbirtok adásvételét bizonyos ploiești-i Avruț és a bărcănești-i Coresi között. Fontos mozzanat volt a város történetében, hogy Vitéz Mihály 1597-ben ezt választotta hadműveleteinek központjává és a falut fejedelmi vásárváros rangjára emelte, fokozatosan átvéve a közeli oláh vásárok, Târgșor, Gherghița és Bucov helyét. Fejedelmi támogatással a település folyamatosan fejlődött a 17. században (ez volt a ploiești-i kapitányság székhelye).
A környék kőolajlelőhelyeinek feltárásával Ploiești ipara és kereskedelme ugrásszerű fejlődésnek indult. A város környékén több finomító létesült, a városban pedig raktárak, irodák, műhelyek, oktatási intézmények. A kommunizmus hatalomrajutásáig a város neve „Ploești” volt, és ez lett a székhelye a két világháború közötti Prahova megyének.Fejlődését felgyorsította a nehéziparosítás, és 1856–57-ben megnyílt a világ első szisztematikus kőolajfinomítója. A környéken található olajlelőhelyek tömeges kiaknázását követően Ploiești kiérdemelte a „fekete arany fővárosa” becenevet. Gazdasági tevékenysége jelenleg is az olajfeldolgozáson alapul, a városnak négy nagy finomítója és egyéb, ehhez az ágazathoz kapcsolódó iparágai vannak. 1870-ben itt jött létre a Ploiesti Köztársaság, mely egy rövid életű államegység volt, ami a monarchiaellenes konfliktusok idején jött létre. A második világháború idején, 1940-ben egy földrengés több épületet is megrongált, ettől függetlenül a németek elfoglalták, akiknek fontos olajforrásuk volt a terület. 1944-ig itt is maradtak. 1943. augusztus 1-jén és 1944 nyarán a város a Tidal Wave hadművelet, azaz a szövetséges angol és amerikai légierő bombázása következtében súlyos károkat szenvedett, s végül a Vörös Hadsereg hódította meg. A romániai kommunista kormány idején a városban továbbra is olajfinomító működött és vegyi üzemeket bővítettek, államosítottak. Azután a kommunista rezsim okozta társadalmi és gazdasági változások nyomán a város jelentősége csökkent.
Itt „működött” a kommunista éra hírhedt börtöne, átnevelő (értsd megsemmisítő) táborként.
Az 1990 utáni nyugati befektetések során a gazdasági és kulturális fejlődés ismét fellendült, miközben a kőolaj-kitermelés csökkent.

## Lakossága
1930-ban 79 149 lakosa volt, ebből 69 139 román (87,3%), 3708 zsidó (4,6%), 1591 magyar (2,0%), 1307 német (1,6%). A 2011-es romániai népszámlálás szerint 201 226-an éltek a városban, ezzel pedig a kilencedik legnépesebb város az országban. Vallási összetétel szerint a lakosság 87,7%-a ortodox, 4,8%-a zsidó, 3,3%-a katolikus, 1,4%-a luteránus, illetve 1,3%-a görögkatolikus volt.
| Nemzetiségek        | 2002   | 2002  |
| ------------------- | ------ | ----- |
| Románok             | 225570 | 97%   |
| Cigányok            | 5873   | 2,52% |
| Magyarok            | 237    | 0,1%  |
| Németek             | 148    | 0,06% |
| Görögök             | 108    | 0,04% |
| Törökök             | 100    | 0,04% |
| Zsidók              | 65     | 0,02% |
| Olaszok             | 58     | 0,02% |
| Lipovánok           | 56     | 0,02% |
| Örmények            | 17     | 0,01% |
| Ukránok             | 15     | 0,01% |
| Bolgárok            | 12     | 0,01% |
| Lengyelek           | 12     | 0,01% |
| Szerbek             | 8      | 0,01% |
| Csehek              | 8      | 0,01% |
| Kínaiak             | 8      | 0,01% |
| Csángók             | 6      | 0%    |
| Tatárok             | 4      | 0%    |
| Egyéb nemzetiségűek | 185    | 0,07% |
| Nem nyilatkoztak    | 37     | 0,01% |
| Összesen            | 232527 | 100%  |

## Éghajlata
A városban az átlaghőmérséklet kb. 10 °C, a mérsékelt égövnek megfelelően. Az éves átlagos csapadékmennyiség 588 mm. A városban az uralkodó széljárás északkeleti és délkeleti, átlagosan 3,1 m/s sebességgel.
| Hónap                         | Jan. | Feb. | Már. | Ápr. | Máj. | Jún. | Júl. | Aug. | Szep. | Okt. | Nov. | Dec. | Év   |
| ----------------------------- | ---- | ---- | ---- | ---- | ---- | ---- | ---- | ---- | ----- | ---- | ---- | ---- | ---- |
| Átlagos max. hőmérséklet (°C) | 1,0  | 4,0  | 10,0 | 18,0 | 23,0 | 27,0 | 28,0 | 28,0 | 24,0  | 18,0 | 10,0 | 3,0  | 16,2 |
| Átlagos min. hőmérséklet (°C) | −6,0 | −3,0 | 0,0  | 6,0  | 10,0 | 14,0 | 16,0 | 15,0 | 11,0  | 6,0  | 1,0  | −3,0 | 5,6  |
| Átl. csapadékmennyiség (mm)   | 41   | 36   | 38   | 46   | 71   | 76   | 64   | 58   | 43    | 33   | 48   | 43   | 597  |
| Forrás: weather.com           |      |      |      |      |      |      |      |      |       |      |      |      |      |

## Gazdaság
A város gazdaságát a nagyon nagy és nagy ipari egységek túlsúlya jellemzi, a közép- és kisvállalkozások és a szolgáltatóipar rovására.

### Ipar

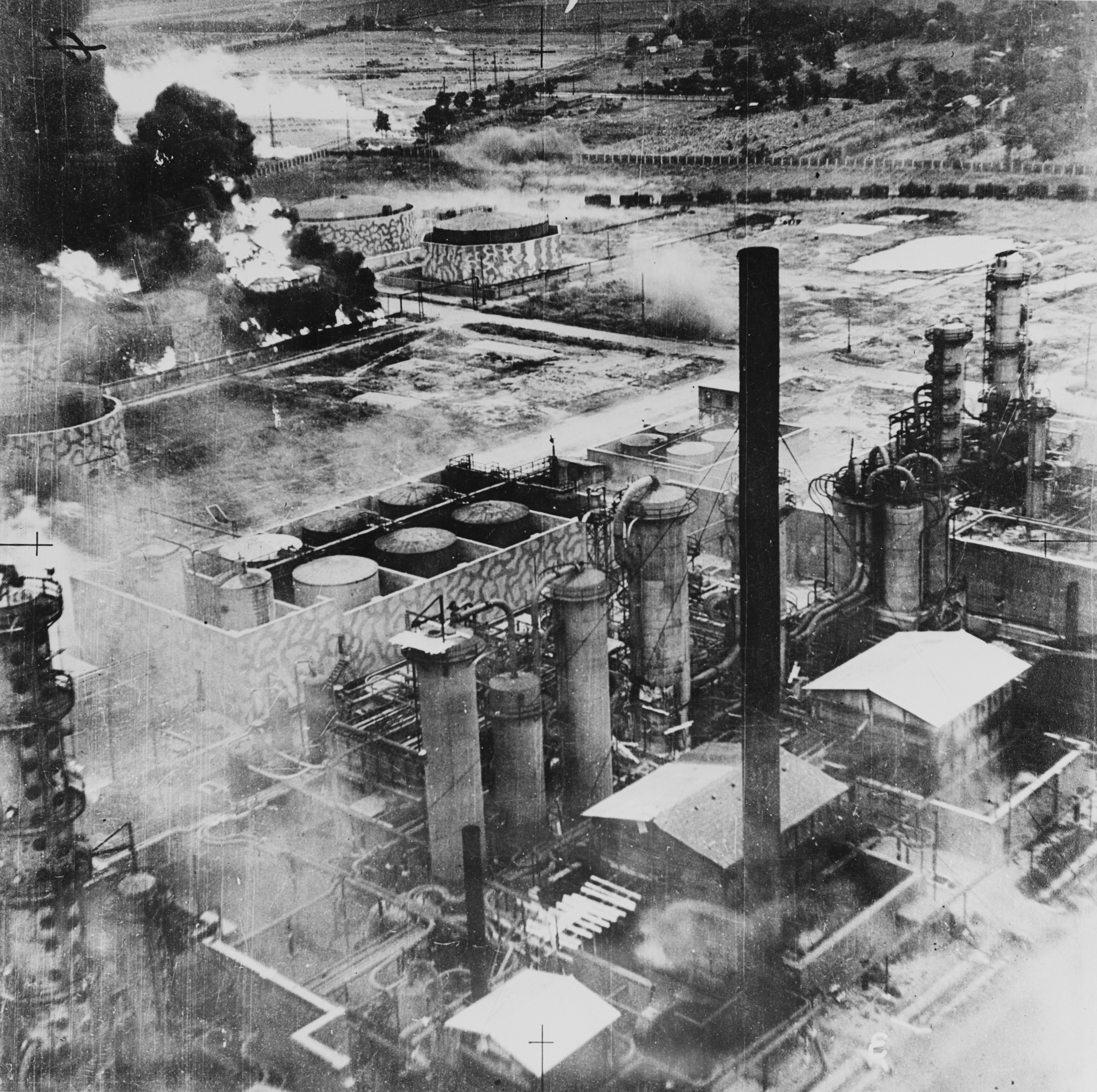
A ploiești-i olajtárolók az USA légierejének bombázásai után, 1943. augusztus

Ploiești az ipari termelés értékét tekintve a második helyet foglalja el Romániában Bukarest mögött. A legfontosabb iparágak:
- Kőolajipar
- Gépgyártás
- Építőanyag-ipar
- Vegyipar
- Textilipar
- Dohányipar

### Kereskedelem
Az utóbbi években több mint 3000 egyéni kereskedőcég jött létre, ez érezhetően javította a lakosság ellátásának színvonalát. Noha a város lakossága csak 28%-ot tesz ki a megye összes lakosságából, a megye kereskedelmének több mint 80%-a a városban koncentrálódik.

### Közlekedés
Ploiești fontos közúti és vasúti csomópont, közvetlen összeköttetéssel Bukarest, Brassó, Bodzavásár, Târgoviște, Vălenii de Munte és Slănic-Prahova városok felé.
A vasúti forgalmat két pályaudvar szolgálja ki (Ploiești Sud és Ploiești Vest), ezen kívül a város déli részén van egy rendező-pályaudvar is (Ploiești Triaj).

## Kultúra
Ploiești-ben fontos oktatási intézmények találhatók, például a Ion Luca Caragiale Főgimnázium és a Mihai Viteazul Líceum. Ez utóbbi a régi Szent Péter és Pál Líceum hagyományát folytatja, amely az eddigiek során három elnököt is adott a Román Akadémiának Andrei Rădulescu, Mihai Drăgănescu és Eugen Simion személyében.
A városban található a Toma Caragiu Színház és több múzeum:
- Kőolajmúzeum
- Szépművészeti Múzeum
- Történelmi Múzeum
- Óramúzeum
- Biológiai Múzeum

A városhoz kapcsolódnak az alábbi írók és költők
- Ion Basarabescu
- Ion Luca Caragiale
- Constantin Dobrogeanu-Gherea
- Nichita Stănescu

## Híres emberek
- Itt született 1858-ban Take Ionescu román újságíró, konzervatív politikus, Románia miniszterelnöke 1921–22-ben.
- Itt született 1925-ben Réti József énekművész.

## Testvérvárosok
- Berat (Albánia)
- Harbin (Kína)
- Eszék (Horvátország)
- Lefkáda (Görögország)
- Uralszk (Kazahsztán)
- Hâncești (Moldova)
- Radom (Lengyelország)
- Tulsa (USA)
- Dnyipro (Ukrajna)
- Maracaibo (Venezuela)

## Fordítás
- Ez a szócikk részben vagy egészben a Ploiești című román Wikipédia-szócikk ezen változatának fordításán alapul.  Az eredeti cikk szerkesztőit annak laptörténete sorolja fel. Ez a jelzés csupán a megfogalmazás eredetét és a szerzői jogokat jelzi, nem szolgál a cikkben szereplő információk forrásmegjelöléseként.